# Max Himmelheber
Max Himmelheber (* 24. April 1904 in Karlsruhe; † 17. Dezember 2000 in Baiersbronn) war ein deutscher Erfinder, Unternehmer und Publizist. Er erfand 1932 die Spanplatte und begründete 1971 die ökologisch-konservative Zeitschrift Scheidewege, deren Mitherausgeber er bis zu seinem Tod war.

## Leben
Himmelheber wurde als viertes von sieben Kindern geboren. Sein Vater Gustav Himmelheber war Inhaber einer kleinen Möbelfabrik, die Mutter Luitgard Himmelheber, Mitglied Deutsche Demokratische Partei (DDP), war Stadträtin in Karlsruhe und in der Frauenbewegung aktiv. Sein Großvater mütterlicherseits war der badische Finanzminister Max Honsell, sein jüngerer Bruder der Ethnograph und Ethnologe Hans Himmelheber. Ab dem zehnten Lebensjahr war Max Himmelheber Mitglied in Wandervogel- und Pfadfindergruppen. Sein Abitur machte er am Realgymnasium „Goetheschule Karlsruhe“. Himmelheber studierte Elektrotechnik. Das Studium schloss er als Diplom-Ingenieur ab.
Himmelheber erfand 1932 die Spanplatte und erhielt für darauf bezogene Verfahren über 70 Patente. Vor der Erfindung der Spanplatte wurden nur etwa 40 Prozent der gefällten Holzmasse genutzt. Himmelheber wurde in der elterlichen Schreinerei auf dieses Problem aufmerksam und arbeitete seitdem an einer Möglichkeit, auch die Holzspäne nutzbar zu machen. Das von ihm in Baiersbronn gegründete Unternehmen plante und errichtete Spanplattenfabriken in aller Welt. Insgesamt vergab Himmelheber an etwa 80 Firmen Produktionslizenzen.
Als Erfinder der Spanplatte war Himmelheber nicht zuletzt auch ein unternehmerischer Pionier der Kreislaufwirtschaft, die er auch als einer der ersten überhaupt als solche definiert und schon in den frühen Siebzigerjahren des 20. Jahrhunderts theoretisch behandelt hatte. Einer seiner „Leitsätze“ in diesem Zusammenhang lautete: „Alle Industrieerzeugnisse sind so zu entwerfen, daß die bei ihrer Herstellung entstehenden Abfälle und die Erzeugnisse selbst nach Verbrauch in natürliche oder wirtschaftliche Kreisläufe zurückgeführt oder als umweltneutrale Inertmaterialien abgelagert werden können. Auf Stoffe und Verfahren, die diesen Forderungen nicht genügen, muß verzichtet werden. Die Entnahme nicht nachwachsender Rohstoffe aus der Natur ist auf das äußerst mögliche Mindestmaß zu beschränken.“
1934 wechselte er in die Fliegerei und begann eine Ausbildung zum Flugzeugführer und Fluglehrer. Während des Zweiten Weltkriegs wurde er als Jagdflieger eingesetzt, über England abgeschossen und geriet in Kriegsgefangenschaft. 1943 konnte er aufgrund eines Gefangenenaustauschs nach Deutschland zurückkehren.
Nach dem Zweiten Weltkrieg lebte Himmelheber in Baiersbronn/Schwarzwald. Er engagierte sich u. a. im Bund Deutscher Pfadfinder und wirkte dort in der Nachkriegszeit als „Bundesbeauftragter für Führerbildung“.
Himmelheber gründete 1971 die Zeitschrift Scheidewege. Mitherausgeber waren mit ihm Friedrich Georg Jünger und der Philosoph Franz Vonessen. Die Zeitschrift beschäftigte sich in den 1970er Jahren als eine der ersten mit dem Konzept der ökologischen Nachhaltigkeit. Damaliger Mitherausgeber war Jürgen Dahl, weitere Autoren waren bzw. sind unter anderem Erwin Chargaff, Rüdiger Görner, Hartmut von Hentig, Hans Jonas, Ernst Jünger und Barbara von Wulffen.
Nach Himmelhebers Tod wurden die Scheidewege zunächst von der Max-Himmelheber-Stiftung im Stuttgarter Hirzel Verlag unter der Schriftleitung von Walter Sauer herausgegeben. Seit 2021 wird die Zeitschrift in einer neuen Edition von Jean-Pierre Wils herausgegeben.
Auf dem Baiersbronner Friedhof fand Himmelheber seine letzte Ruhestatt.

## Auszeichnungen
Die Max-Himmelheber-Straße in Baiersbronn ist nach ihm benannt.
1987 wurde ihm für sein Lebenswerk und sein „beispielhaftes Wirken für das Allgemeinwohl“ die Theodor-Heuss-Medaille verliehen.

## Publikationen (Auswahl)
Als Herausgeber
- Scheidewege. Vierteljahresschrift für skeptisches Denken. Begründet von Friedrich Georg Jünger und Max Himmelheber, Klostermann, Frankfurt am Main, 1971 ff, später Klett-Cotta et al.

Als Autor
- Grenzen des technischen Fortschritts, in Scheidewege Band 1, Frankfurt am Main, 1971
- Der Explosionsmythos. Über einen wissenschaftlichen Anschauungszwang, in Scheidewege Band 1, No. 4, Frankfurt am Main, 1971
- Abstraktion und Vorstellung, in Scheidewege Band 3, No. 3, Frankfurt am Main, 1980
- Aggression und Selbstverwirklichung, Erster Teil, in Scheidewege Band 3, No. 1/2, Frankfurt am Main, 1973
- Aggression und Selbstverwirklichung, Zweiter Teil, in Scheidewege Band 3, No. 3, Frankfurt am Main, 1973
- Zur Energiekrise, in Scheidewege Band 4, No. 1, Frankfurt am Main, 1974
- Rückschritt zum Überleben, in Scheidewege Heft 1, Jahrgang 4, Frankfurt am Main, 1974
- Rückschritt zum Überleben. Zweiter Teil, in Scheidewege Heft 3, Jahrgang 4, Frankfurt am Main, 1974
- Symptom-Therapie und Heilung am Beispiel des Abwasserproblems, in Scheidewege Band 5, Stuttgart, 1975
- Bussauer Manifest zur umweltpolitischen Situation, in Scheidewege Band 5, Stuttgart, 1975, Max Himmelheber et al.
- Schiene und Straße – Verkehrswege in die Zukunft, in Scheidewege Band 7, No. 3, Stuttgart, 1977
- In memoriam Friedrich Georg Jünger, in Scheidewege Band 7, Stuttgart, 1977, ISBN 978-3-12-976231-8
- Das Leben ist der Güter höchstes, in Scheidewege Band 12, No. 3/4, Stuttgart, 1982, ISBN 978-3-12-976451-0
- Aus Tagebüchern 1942–1982, in Scheidewege Band 12, No. 3/4, Stuttgart, 1982, ISBN 978-3-12-976451-0
- Lehren aus Japan, in Scheidewege Band 10, Stuttgart, 1980
- Die Trinität der Natur, in Scheidewege Band 18, Stuttgart, 1989, ISBN 978-3-925158-04-9
- Grenzen des technischen Fortschritts, in Scheidewege Band 22, Stuttgart, 1992, ISBN 978-3-925158-08-7
- Gedanken über die Schönheit. Begegnungen mit Walen und Delphinen, in Scheidewege Band 23, Stuttgart, 1993, ISBN 978-3-925158-09-4
- Mißverständnisse, Irrtümer, Utopien, in Scheidewege Band 23, Stuttgart, 1993, ISBN 978-3-925158-09-4
- Selbsthilfewerkstätten für jugendliche Arbeitslose , in Scheidewege Band 23, Stuttgart, 1993, ISBN 978-3-925158-09-4
- Vorbemerkung zu den Beiträgen Statistisches Gleichgewicht und Mißverständnisse, Irrtümer, Utopien, in Scheidewege Band 23, Stuttgart, 1993, ISBN 978-3-925158-09-4
- Statistisches Gleichgewicht. Versuch einer kinetischen Theorie, in Scheidewege Band 23, Stuttgart, 1993, ISBN 978-3-925158-09-4
- Notizen zur Entwicklungstheorie, in Scheidewege Band 24, Stuttgart, 1994, ISBN 3-925158-10-3
- Selbsthilfewerkstätten für jugendliche Arbeitslose. Konsumgütererzeugung außerhalb der Geld- und Marktwirtschaft, in Scheidewege Band 34, Stuttgart, 2004, ISSN 0048-9336